# فيلقية حمراء براقة
فيلقية حمراء براقة (الاسم العلمي: Legionella rubrilucens) هي نوع من البكتيريا يتبع جنس الفيلقية من الفصيلة الفيالقية.